# Maine durant la guerre de Sécession
L'État du Maine durant la guerre de Sécession est une source de main-d’œuvre militaire, de ravitaillement, de navires, d'armes et de soutien politique pour l'armée de l'Union. Le Maine est le premier État du nord-est à être en ligne avec le nouveau parti républicain, d'une part en raison du protestantisme évangélique et d'autre part du fait que le Maine est un état frontalier, et ainsi réceptif à la plate-forme du parti du « sol libre ». Abraham Lincoln choisit Hannibal Hamlin du Maine comme son premier vice-président, et aurait dit lors d'une rencontre avec la romancière Harriet Beecher Stowe (auteur de la Case de l'oncle Tom), quelque chose d'approchant à : « ainsi voici la petite dame qui a fait cette grande guerre ».
Le Maine est si fervent pour la cause qu'il se retrouve à fournir un très grand nombre de combattants, en proportion de sa population, plus que tout autre État de l'Union. Il est seulement deuxième derrière le Massachusetts en nombre de marins à servir dans l'marine de l'Union. Le colonel Joshua L. Chamberlain (plus tard major général et le 20th Maine Infantry jouent un rôle clé lors de la bataille de Gettysburg, et le 1st Maine Heavy Artillery (en) perd plus d'hommes en une seule charge (pendant le siège de Petersburg) que tout autre régiment de l'Union pendant la guerre.

## Contributions du Maine
Environ 80 000 hommes du Maine servent dans les armées des États-Unis en tant que soldat ou marin. Ils sont organisés en tant que 32 régiments d'infanterie et deux de cavalerie, sept d'batteries d'artillerie légère et un régiment d'artillerie lourde. Des centaines de civils servent en tant qu'infirmières, médecins, travailleurs sociaux, et agents à domicile et sur le champ de bataille. Beaucoup servent dans la commission sanitaire des États-Unis ou la United States Christian Commission (en), et d'autres organisation similaires. Selon une lettre de Walter Stone Poor, un soldat de l'Union du Maine, sa raison pour combattre du côté de l'Union pendant la guerre est de mettre fin à l'esclavage, une cause pour laquelle il précise qu'il donnerait avec joie sa vie :

« Quelle cause splendide que celle-ci pour laquelle nous sommes engagés. Je pense qu'elle est la plus grande qui a jamais motivé un homme.
Plus noble que la révolution pour laquelle ils ont combattu pour leur propre liberté alors que nous combattons pour une autre race. Je crois fermement que la mort de l'esclavage est fixée et si elle n'est pas entièrement mise à mal pour la guerre actuelle, les mesures seront prises pour l'éteindre à jamais. Si un tel événement peut être consommé par mon sacrifice, il devra être fait avec entrain. Je pourrais mourir pour cela aussi facilement que je pourrais m'étendre pour me reposer à la fin d'une journée de labeur fatigant. Les hommes ont appelé cet âge terne. Ils ne peuvent plus le faire... La guerre est mauvaise, Dieu le sait, mais l'esclavage est bien pire. Si le sort de l'esclavage n'est pas scellé par la guerre, je maudirai le jour où je suis entré dans l'armée, où j'ai levé le doigt pour la préservation de l'Union. De l'ancienne Union nous en avons eu assez et plus qu'assez. »

— Walter Stone Poor,  Lettre à George Fox (15 mai 1861),,

### Front intérieur
Au début de la guerre, plusieurs organisations abolitionnistes maintiennent la question de l'esclavage sous les yeux du public. Les éditeurs de journaux informent la population de la conduite et des résultats des efforts de guerre. Les usines du Maine fabriquent des navires, des magasins et des fournitures navales, du matériel militaire, des tentes, etc.
Thomas Lincoln Casey (en) supervise les fortifications côtières de l'État dont les forts McClary et Preble (en). Il complète le fort Knox imposant sur le fleuve Penobscot.
Aucune bataille terrestre de la guerre de Sécession n'est livrée dans le Maine, mais les passions anti-confédérées s'enflamment en juin 1863 lorsque les guérilleros sudistes déclenchent la bataille de Portland Harbor après s'être emparés des fonds des impôts et avoir tenté de s'échapper vers l'océan.

## Personnalités notables du Maine

### Politiques
Hannibal Hamlin de Paris est le vice-président de Lincoln pendant son premier mandat. Orateur convaincant et opposant à l'esclavage, il exhorte à la publication de la proclamation d'émancipation et l'armement des Afro-Américains. Il s'aligne sur les républicains radicaux, ce qui lui vaut de ne pas être sur le ticket de 1864.
Le journaliste d'Augusta et membre du Congrès James G. Blaine est une voix importante à Capitol Hill et domine la scène politique d'après-guerre pendant la reconstruction. Le quatorzième amendement de la Constitution des États-Unis est substantiellement la proposition de Blaine, et plus tard il est candidat républicain de 1884 pour la présidence.

### Armée de l'Union
Plus de deux douzaines d'hommes du Maine servent dans l'armée de l'Union en tant que généraux, et des dizaines de Mainers mènent des brigades à un moment ou à un autre en tant que colonels. L'officier de plus haut rang est le major général Oliver O. Howard de Leeds, qui commande le XIe corps lors de plusieurs batailles majeures, y compris Chancellorsville et Gettysburg. Il a perdu un bras à la [bataille de Seven Pines] au cours de la campagne de la Péninsule de 1862. À l'automne 1863, Howard et son corps sont transférés sur théâtre occidental de la guerre de Sécession pour rejoindre l'armée du Cumberland dans le Tennessee. Dans la bataille de Chattanooga, le corps de Howard aide à capturer Missionary Ridge et à forcer la retraite du général Braxton Bragg. En juillet 1864, Howard devient le commandant de la armée du Tennessee et combat dans la campagne d'Atlanta. Il dirige l'aile droite des forces du major général William T. Sherman dans la fameuse marche vers la mer et la campagne des Carolines qui suit.

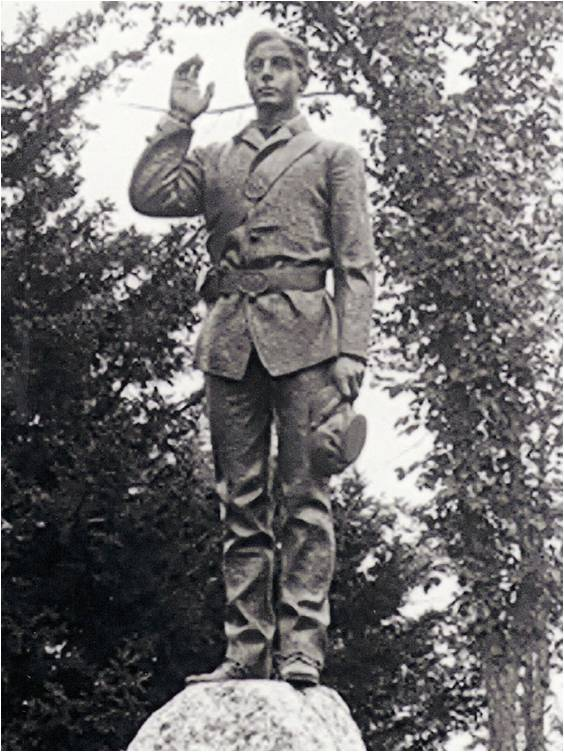
Soldat de l'Union de Brownfiels, 11th Maine Infantry par John A. Wilson

Peut-être l'officier le plus largement connu du Maine des générations actuelles est Joshua Lawrence Chamberlain, né à Brewer, dont les exploits de la défense de Little Round Top lors de la bataille de Gettysburg en 1863 sont célébrés dans le livre The Killer Angels, et le film qui en est tiré Gettysburg. Ses officiers subalternes, dont Ellis Spear (en) et Holman S. Melcher (en), et les hommes du 20th Maine Infantry repoussent victorieusement une série de charges des troupes de l'Alabama de l'armée de Virginie du Nord confédérée. Plus tôt dans la guerre, le 20th Maine Infantry a été commandé par Adelbert Ames de Rockland. Le fils d'un capitaine de la marine, Ames atteint à Gettysburg le commandement d'une division. Il dirige l'assaut victorieux lors de la seconde bataille de fort Fisher (commandant la deuxième division du XXIVe corps), accompagnant ses hommes dans la formidable forteresse côtière alors que la plupart de son état-major a été tué par les tireurs d'élite confédérés.
Les autres généraux notables du Maine comprennent George Lafayette Beal de Norway, qui mène une brigade de la campagne de la Red River et les campagnes de la vallée de 1864. Il est promu général pour bravoure la bataille de Cedar Creek, où sa brigade perce les lignes confédérés au moment décisif de la bataille. Hiram Berry de Rockland est tué à Chancellorsville alors qu'il mène sa deuxième division du IIIe corps dans une charge à la baïonnette. James G. Blunt, un fervent abolitionniste né à Trenton, remporte une victoire à la bataille de Honey Springs, amenant la plupart du territoire indien sous contrôle de l'Union. En 1864, la division de Blunt inflige la dernière défaite à Sterling Price à la seconde bataille de Newtonia, mettant fin au raid de Price dans le Missouri.
Hiram Burnham de Cherryfield est tué en lançant un assaut contre des positions confédérées près de Richmond pendant la bataille de Chaffin's Farm. John C. Caldwell de Lowell mène une division de l'armée du Potomac à Gettysburg lors des combats dans le champ de blé. Aaron S. Daggett de Greene est le dernier général de l'Union de la guerre de Sécession survivant au moment de son décès en 1938 à l'âge de 100 ans. Neal Dow (en) de Portland mène une brigade pendant la prise et l'occupation par les fédéraux de La Nouvelle-Orléans et commande plus tard le district de Floride.
Les frères Francis et James Fessenden, membres d'une célèbre famille politique du Maine, sont tous les deux généraux de l'armée de l'Union. Cuvier Grover de Bethel commande une division du XIXe corps pendant la pris de Baton Rouge et le siège de Port Hudson. Cyrus Hamlin de Hampden mène une brigade de troupes noires à Port Hudson et dans d'autres combats. Albion P. Howe de Standish commande le deuxième division du VIe corps à Fredericksburg, Chancellorsville et Gettysburg. Rufus Ingalls de Denmark est le quartier-maître général de l'armée du Potomac et plus tard de toutes les armées opérant durant les sièges de Richmond et de Petersburg. Il fait construire un immense dépôt de ravitaillement à City Point (en) en Virginie.
Erasmus D. Keyes du comté de Kennebec commande le IVe corps de l'armée du Potomac pendant la première moitié de la guerre. Seth Williams d'Augusta est adjudant-général adjoint de l'armée du Potomac et plus tard inspecteur général de l'état-major d'Ulysses S. Grant. À Appomattox Court House en avril 1865, il apporte le message de Grant offrant d'accepter la reddition de Robert E. Lee dans les lignes confédérées et plus tard délivre les termes de Grant à l'armée de Virginie du Nord confédérée.
Danville Leadbetter (en), né à Leeds, suit la destinée de la Confédération et devient un général de son armée.
Beaucoup d'autres, comme William Googins (en) d'Old Orchard Beach, ont servi en tant que soldat.

### Marine de l'Union
James Alden, Jr. (en) de Portland commande le sloop à vapeur USS Brooklyn (1858) lors d'un combat contre le fort Gaines et le fort Morgan et contre les canonnières confédérées lors de la bataille de la baie de Mobile. Henry K. Thatcher (en) de Thomaston commande l'escadron du blocus du golfe de l'ouest dans une action inter-armées combinée contre Mobile, qui se rend le 12 avril 1865.